# 1941–1942-es osztrák labdarúgó-bajnokság (első osztály)
Az 1941–1942-es osztrák labdarúgó-bajnokság az osztrák labdarúgó-bajnokság legmagasabb osztályának harmincegyedik alkalommal megrendezett bajnoki éve volt. 
A pontvadászat 9 csapat részvételével zajlott. A bajnokságot a Rapid Wien csapata nyerte.  

## A bajnokság végeredménye
| # | Csapat           | M  | Gy | D | V  | RG | KG | P  |
| - | ---------------- | -- | -- | - | -- | -- | -- | -- |
| 1 | First Vienna FC  | 16 | 11 | 3 | 2  | 51 | 26 | 25 |
| 2 | FC Wien          | 16 | 8  | 5 | 3  | 45 | 23 | 21 |
| 3 | SK Rapid Wien    | 16 | 8  | 3 | 5  | 39 | 30 | 19 |
| 4 | FK Austria Wien  | 16 | 5  | 7 | 4  | 34 | 25 | 17 |
| 5 | Floridsdorfer AC | 16 | 7  | 3 | 6  | 39 | 50 | 17 |
| 6 | SC Wacker        | 16 | 7  | 2 | 7  | 42 | 39 | 16 |
| 7 | Wiener Sportclub | 16 | 6  | 3 | 7  | 43 | 38 | 15 |
| 8 | SK Admira Wien   | 16 | 5  | 3 | 8  | 43 | 40 | 13 |
| 9 | Post SV          | 16 | 0  | 1 | 15 | 10 | 75 | 1  |

- A First Vienna FC az 1941-42-es szezon bajnoka.